# Макс Цугер
Цугер Макс (3 квітня 1903, Володимир, Волинська губернія, Російська імперія (тепер — Волинська область, Україна) — 30 червня 1989, Сарасота, Флорида, США) — американський психіатр.
Закінчив Університет Фордхам та Нью-Йоркський медичний коледж.
Секретар Американської психіатричної асоціації. Автор багатьох наукових статей, зокрема «What psychoanalysis has contributed to the understanding of human disease» у журналі «New York State Journal of Medicine».
Некролог на його смерть розміщено у «Нью-Йорк Таймс» (13 липня 1989).